# عمارلو (زنجان)
عمارلو نام یکی از ایلهای کرد کرمانج و از قوم های باستانی کرانه مدیترانه می‌‌باشد. شهرستان طارم به مرکزیت شهر آب‌بر یکی از مراکز سکونت عمارلو می باشد. بنا به کتاب حرکت تاریخی کرد به خراسان نوشته کلیم الله توحدی، در زمان نادر شاه افشار، این ایل به فرماندهی ولی خان عمارلو به کرانه های سفید رود کوچیده اند. از آن پس این کرانه ها، به نام ساکنانش، منطقه عمارلو نام گرفته است. در پی با جدا سازی استان زنجان از استان گیلان، امروزه، منطقه عمارلو از سمت شمال سفید رود در گیلان، و از سمت جنوب در زنجان جای گرفته است.

## بزرگان عمارلو
فرزندان ولی خان عمارلو امروزه خوانین جیرنده می‌‌باشند؛ و، دو خانواده زند و مهرابی را تشکیل می‌‌دهند. جیرنده مرکز منطقه عمارلو شناخته می شود.
فرزندان ولی خان عمارلو عبارتند از:
- قربانعلی خان
- محمد خان
- حیدر خان
- نوروز خان
- محراب خان
- آدینه خان
- شریف خان

## سکونت گاه های دیگر ایل عمارلو
دشت ماروش یا ماروسک شهرستان نیشابور در استان خراسان از سکونت گاه های دیگر این ایل می باشد. کرانه های مدیترانه، سکونت گاه نخستین ایشان بوده است. به استان گیلان و زنجان (کرانه خاوری و باختری سفیدرود)آورده شدند تا در برابر قوای روسیه مدافع خاک ایران باشند.  نادرشاه افشار ، در سال ۱۱۴۵، این قوم را به سرپرستی ولی خان عمارلو، از پیرامون پایتخت نادری، در خراسان، به گیلان کوچاند؛ تا، جلوی تاخت و تاز و تجاوز روسها دراین منطقه گرفته شود.

## رقص عمارلوئی
مردم ایل عمارلو برای رقص کُردی به صورت حلقه و دست تو دست هم می‌رقصند و بهترین رقصنده (مرد) نقش هدایت و اولین نفر گروه رقصندگان است (سَرچوپی کِش).

### عمارلو در نقاط دیگر
- عمارلو - خراسان
- عمارلو - گیلان